# Ruth Deutsch Lechuga
Ruth Deutsch Lechuga (Viena, 6 de fevereiro de 1920 – Cidade do México, 19 de setembro de 2004) foi uma cidadã mexicana naturalizada austríaca que se tornou médica e colecionadora de arte popular mexicana. Seu interesse a levou a produzir estudos antropológicos sobre as culturas dos diferentes estados do México. Ela desistiu de seu trabalho de laboratório médico para trabalhar em antropologia, curando várias coleções de museus. Lechuga publicou uma pesquisa sobre a cultura indígena mexicana e artesanato. Suas fotografias etnográficas valeram-lhe a notoriedade como uma das maiores profissionais da área. Sua coleção particular de 20 000 fotografias etnográficas e mais de 10 000 artefatos foram doados após sua morte para a revista Artes de México e o Museu Franz Mayer. Várias homenagens póstumas da coleção ocorreram e, em 2016, um centro de pesquisa com seu nome foi inaugurado no antigo porão do Museu Franz Mayer.

## Primeiros anos
Ruth Deutsch nasceu em 6 de fevereiro de 1920 em Viena, na Áustria. Filha de Angela (nascida Reis) e Arnold Deutsch, seu pai era comerciante e ela cresceu em uma casa com um irmão mais novo, seus pais e uma avó. O pai de Deutsch nasceu em Viena e, embora sua política fosse de esquerda, ele não era comunista. Ele tinha um apreço pelas artes plásticas, que passou para sua filha. Sua mãe e avó materna eram de Mislitz, na Tchecoslováquia e celebravam os feriados judaicos. Embora o Anschluss tenha anexado a Áustria à Alemanha e a maioria dos judeus tenha se escondido, Deutsch continuou seus estudos no Realgymnasium, um tipo de escola que se concentra em ciências naturais, matemática e línguas, ganhando sua maturidade em 1938. Embora a família não fosse particularmente religiosa, seu pai recebeu um aviso de que a Kristallnacht estava chegando e eles se esconderam. Como o irmão de sua mãe morava no México, eles fizeram planos para emigrar, mas o processo de visto foi lento. Em dezembro de 1938, a família tentou atravessar a fronteira para a Holanda, mas foi capturada e devolvida a Viena. Eles enviaram seus móveis antes deles para o México e quando os vistos de trânsito finalmente chegaram, a família foi para Vlissingen (conhecida como Flushing na época). Deixando a avó para trás por enquanto, a família embarcou no SS Gerolstein em Flushing, Holanda e chegou ao porto de Nova York em 21 de janeiro de 1939.
Depois de passar uma noite na Ilha Ellis, a família embarcou em um trem e seguiu para a Cidade do México, onde foram recebidos por parentes. Nenhum da família falava inglês. Embora seu pai tivesse aulas, Deutsch não, pois ela aprendeu com amigos na escola. Sua mãe continuou a falar alemão e aprendeu espanhol apenas o suficiente para lidar com as necessidades. Arnold encontrou trabalho em uma grande empresa mercantil e Angela trabalhou como caixa em uma empresa de propriedade de um austríaco. A família conseguiu ajudar a mãe de Angela a emigrar em 1941. Em 1940, Deutsch ingressou na faculdade de medicina na Universidade Nacional Autônoma do México (UNAM) e estudou pelos próximos seis anos, graduando-se em 1946. Nos fins de semana, ela e seu pai faziam viagens pelo México explorando sítios arqueológicos. Uma viagem particularmente memorável em 1947 a Bonampak em Chiapas a levou a estudar o povo Lacandon e despertou seu interesse pela fotografia. Um mural de José Clemente Orozco também a fez reconhecer as diferenças entre o México e a Europa. Logo Deutsch começou a colecionar pequenas coisas. Primeiro um pato de cerâmica de Ocotlán, que foi seguido por duas blusas que ela comprou em Cuetzalan, mas depois de estudar o bordado, ela reconheceu que eram feitas em Zacapoaxtla.

## Carreira
Após a conclusão de seus estudos, Deutsch foi trabalhar no Laboratório Pils do Hospital Americano (agora Centro Médico ABC), onde trabalhou por vários anos. Em 1951, Deutsch casou-se com Carlos Lechuga, um radiologista, que ela conheceu durante seus estudos. No início, o relacionamento deles era feliz, pois Carlos compartilhava seu entusiasmo por explorar a cultura mexicana e acompanhava Lechuga em suas explorações de fim de semana com o pai. Ela adquiriu a cidadania mexicana em 1954, nunca pretendendo voltar a viver na Áustria. Em 1956, ela fundou com vários outros um grupo de fotografia conhecido como "La Ventana" (a Janela) e eles começaram a participar de exposições coletivas. Ela também realizou várias exposições individuais, incluindo uma em 1964 na Escola Nacional de Artes Plásticas (em castelhano:  Escuela Nacional de Artes Plásticas). Logo ela se juntou à Sociedade de Autores Fotográficos (em castelhano:  Sociedad de Autores de Obra Fotográfica – SAOF) e seus trabalhos fotográficos começaram a ser amplamente vistos em diversas publicações. Ela se tornaria uma das "maiores fotógrafas etnográficas do México". Seu casamento tornou-se tenso e depois de alguns anos, o casal se separou.
Entre 1965 e 1979 Deutsch liderou seu próprio laboratório sorológico, mas ela começou a se envolver mais com atividades antropológicas. Quando o Fundo Nacional para o Desenvolvimento das Artes e Ofícios (em castelhano:  Fondo Nacional para el Fomento de las Artesanías – FONART) foi criada em 1974, Lechuga começou a trabalhar lá como compradora e consultora. Ela abria o laboratório pela manhã e depois do almoço se reportava ao FONART. Combinado com todas as viagens para pesquisar e comprar artefatos, ela decidiu deixar o laboratório. Em 1977, ela começou a trabalhar no Museu Nacional de Artes e Indústrias Populares (em castelhano:  Museo Nacional de Artes e Industrias Populares) como curadora, onde permaneceu por dezessete anos. Ela e a diretora, María Teresa Pomar, negociaram itens para compra, prepararam exposições e tentaram documentar e incentivar o trabalho artesanal tradicional. Eles também viajaram para a Europa várias vezes com coleções. Na década de 1980, ela voou de volta para Viena para representar o México no congresso de duas semanas do Conselho Mundial de Artesanato.
Lechuga publicou artigos e livros sobre arte popular mexicana. Alguns de seus trabalhos mais notáveis incluem La indumentaria en el México indígena (A roupa do indígena mexicano, 1982), Las Técnicas textiles en el México indígena (Técnicas têxteis do indígena mexicano, 1982), Traje indígena de México (Trajes indígenas mexicanos, 1986) e Máscaras tradicionais de México (Máscaras tradicionais do México, 1991), entre outras. Um manuscrito inédito que ela estava compilando sobre as práticas de morte do México foi encontrado em seu apartamento após sua morte. Em 1995, Lechuga transformou três apartamentos, para os quais sua família se mudou em 1956, no Edifício Condesa em Colônia Condesa, em um museu. Como ela morava na casa, o museu era aberto ao público, mas apenas com hora marcada. Em 1998, a revista Artes de México dedicou sua edição 42 a Lechuga em reconhecimento ao seu trabalho acadêmico sobre os povos indígenas do México. A partir de 2000, Lechuga trabalhou com Gabriela Olmos para classificar e documentar os artefatos de sua coleção particular.

## Morte e legado
Lechuga morreu em 19 de setembro de 2004 na Cidade do México. Poucos dias antes de sua morte, Lechuga doou sua coleção de 20 000 negativos, que começou em 1947 e continuou por mais de cinquenta anos, para Artes de México. As imagens retratam povos indígenas, costumes, cerimônias e danças, além de arte popular de vários estados do México. Além disso, ela doou cerca de 10 000 artefatos para o Museu Franz Mayer, que incluiu sua coleção de cestaria, cerâmica, máscaras, pinturas e tecidos criados por indígenas. Ela também legou os apartamentos em que morou e que guardavam os artefatos para o museu. Uma exposição chamada "The Pink Room", que recriou o quarto rosa cercado por artefatos esqueléticos ocupados por Lechuga, foi inaugurada no décimo aniversário de sua morte no Museu Franz Mayer. A réplica retratava a internalização de Lechuga das tradições da morte mexicana e incluía um armário cheio de artefatos da fuga de sua família do nazismo. Em 2016, doze anos após sua morte, o Centro de Estudos de Arte Popular Ruth D. Lechuga (em castelhano:  Centro de Estudios de Arte Popular Ruth D. Lechuga – CEAP-RDL) abriu no que costumava ser o porão do Museu Franz Mayer. Depois de catalogar os materiais doados por Lechuga, o centro abriu como um espaço onde os pesquisadores podem estudar os  14 000 artesanatos, 5 000 livros e revistas e mais de 1 000 itens pessoais em seu arquivo. As antropólogas Marta Turok e Margarita de Orellana são as co-executoras da coleção.